# Kraftwerk Zwettl
Das Wasserkraftwerk Zwettl ist ein Laufwasserkraftwerk, welches in der Gemeinde Gschwendt in Zwettl-Niederösterreich an der Kamp liegt. Das Kraftwerk wird mit Stand 2019 von der evn naturkraft betrieben.
Das im Jahr 2010 neu errichtete Kleinwasserkraftwerk, ausgeführt als Ausleitungskraftwerk, weist eine installierte Leistung von 211 kW auf. Die neue Anlage ersetzt in unmittelbarer Nachbarschaft die historische Kraftwerksanlage, welche im Jahr 1898 nach einer Bauzeit von knapp einem Jahr errichtet wurde. Das alte Kraftwerk diente in den Anfangsjahren zur Versorgung der damals neuartigen elektrischen Straßenbeleuchtung in der benachbarten Bezirkshauptstadt Zwettl und war das erste mit Dreiphasenwechselstrom betrieben Kraftwerk in Österreich-Ungarn. Bereits einige Jahre später versorgte das Kraftwerk mehrere umliegende Ortschaften mittels Freileitungen und um den bis zum Zweiten Weltkrieg weiter steigenden Bedarf zu decken wurden im Rahmen des Kraftwerkbetriebs auch kalorisch mit einem Lokomobil angetriebene Generatoren in Betrieb genommen. Diese mobilen Dampfmaschinen erlaubten auch bei Niedrigwasser in der Kamp die Bereitstellung von elektrischer Energie. Ende der 1930er Jahre und im Zuge der Schaffung des Truppenübungsplatzes Allentsteig nahm das Versorgungsgebiet durch die Absiedelung der Gemeinden im Truppenübungsplatz ab.

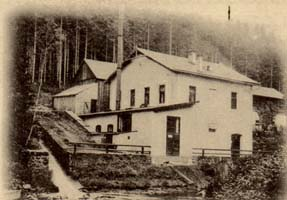
Historisches Maschinenhaus, um 1900

Das historische Wasserkraftwerk, dessen Maschinenhaus mit Stand 2019 am Standort erhalten ist, war abgesehen von primär kriegsbedingten Unterbrechungen bis zum Jahr 2008 im Betrieb. Im Jahr 2010 wurde das Kraftwerk technisch komplett erneuert und die alten Anlagenteile außer Betrieb genommen. Mit dem neuen Kraftwerk konnte gegenüber der alten Anlage das Regelarbeitsvermögen von zuvor 0,5 GWh pro Jahr, bei einer installierten Leistung von 80 kW, eine Steigerung auf 1,25 GWh pro Jahr, bei einer installierten Leistung von 211 kW, erzielt werden. Die Verbesserung des Wirkungsgrades ist vor allem durch den Ersatz der 1908 gebauten Francis-Turbine durch eine Kaplan-Rohrturbine und durch eine Verdopplung der Schluckfähigkeit von 1,5 m³/s auf 3 m³/s bedingt. Damit verbunden ist eine höhere Wasserentnahme aus der Kamp. An der Rohrturbine ist ein fest verbundener Tauchgenerator, ausgeführt als eine Schenkelpolmaschine angebracht. Die über das Jahr gemittelte Leistung des neuen Kraftwerks beträgt damit knapp 150 kW und die elektrische Energie wird direkt in das regionale Mittelspannungsnetz eingespeist.